# Wahl des deutschen Bundespräsidenten 1959
- SPD: 386
- BHE: 20
- BP: 6
- CDU/CSU: 517
- FDP: 85
- DP: 24

Am 1. Juli 1959 wählte die 3. Bundesversammlung in der Ostpreußenhalle auf dem Berliner Messegelände den bisherigen Ernährungsminister Heinrich Lübke zum zweiten Bundespräsidenten. Bundeskanzler Konrad Adenauer hatte zunächst selbst kandidieren wollen und die Öffentlichkeit davon in einer Rundfunkansprache am 8. April 1959 unterrichtet. „Die Stellung, die Aufgabe und die Arbeit des Bundespräsidenten“, so erklärte er, „wird in der deutschen Öffentlichkeit und damit auch international zu gering eingeschätzt. Sie ist viel größer, als man schlechthin glaubt.“ Alsbald wurde Adenauer jedoch klar, dass er mit dieser Einschätzung allein stand und es ihm auch nicht gelingen würde, Ludwig Erhard als seinen Nachfolger im Kanzleramt zu verhindern, den er für ungeeignet hielt. Deshalb verzichtete er letztlich auf die Kandidatur und begründete das in einer Rundfunkansprache am 5. Juni 1959 damit, dass sich inzwischen „die außenpolitische Situation verschlechtert“ habe. „Ich glaube, bei dieser Entwicklung es nicht verantworten zu können, meinen jetzigen Posten als Bundeskanzler zu verlassen.“
Nach langen Diskussionen entschied sich die CDU/CSU, die in der Bundesversammlung über 517 Sitze verfügte, für Lübke, der entsprechend im ersten Wahlgang 517 Stimmen errang. Im zweiten Wahlgang konnte er sich mit 526 Stimmen gegen Carlo Schmid durchsetzen, für den mit 386 Stimmen ebenso viele abgegeben wurden, wie die SPD Sitze in der Bundesversammlung hatte. Der Kandidat Max Becker der FDP, die 82 Sitze hatte, konnte mit 102 bzw. 99 Stimmen im ersten und zweiten Wahlgang offenbar ebenfalls ein paar von den insgesamt 59 Mitgliedern der kleineren Parteien für sich gewinnen.

## Bundesversammlung
Die Bundesversammlung wurde gemäß § 8 BPräsWahlG von dem Präsidenten des Bundestages, Eugen Gerstenmaier, geleitet.
Nach Art. 54 Abs. 5 GG ist gewählt, wer im ersten oder zweiten Wahlgang „die Stimmen der Mehrheit der Mitglieder der Bundesversammlung erhält“. 1959 waren hierzu 520 Stimmen notwendig. In dem weiteren 3. Wahlgang ist der Kandidat mit den meisten Stimmen gewählt. In der Bundesversammlung verfügte die CDU/CSU mit 517 deutlich die meisten Sitze, jedoch knapp nicht über die absolute Mehrheit. Die SPD mit ihren 386 Sitzen schickte Carlo Schmid ins Rennen, während die FDP Max Becker, der auf die 85 Stimmen seiner Partei bauen konnte. Aufgrund der nur drei Stimmen der CDU/CSU galten Schmid und Becker als Zählkandidaten.
| Partei  | Partei | Mitglieder | Mitglieder | Mitglieder |
| Partei  | Partei | Bund       | Länder     | gesamt     |
| ------- | ------ | ---------- | ---------- | ---------- |
| CDU/CSU |        | 279        | 238        | 517        |
| SPD     |        | 181        | 205        | 386        |
| FDP     |        | 44         | 41         | 85         |
| DP      |        | 15         | 9          | 24         |
| GB/BHE  |        | –          | 20         | 20         |
| BP      |        | –          | 6          | 6          |
| Gesamt  | Gesamt | 519        | 519        | 1038       |

## Ergebnis
| Wahlgang                                                | Kandidat                 | Stimmenzahl | Anteil | Partei | Partei | Unterstützer |
| ------------------------------------------------------- | ------------------------ | ----------- | ------ | ------ | ------ | ------------ |
| 1. Wahlgang                                             | Heinrich Lübke           | 517         | 49,8 % |        | CDU    | CDU/CSU      |
| 1. Wahlgang                                             | Carlo Schmid             | 385         | 37,1 % |        | SPD    | SPD          |
| 1. Wahlgang                                             | Max Becker               | 104         | 10,0 % |        | FDP    | FDP          |
| 1. Wahlgang                                             | Enthaltungen             | 25          | 2,4 %  |        |        |              |
| 1. Wahlgang                                             | Nicht abgegebene Stimmen | 7           | 0,7 %  |        |        |              |
| 2. Wahlgang                                             | Heinrich Lübke           | 526         | 50,7 % |        | CDU    | CDU/CSU, DP  |
| 2. Wahlgang                                             | Carlo Schmid             | 386         | 37,2 % |        | SPD    | SPD          |
| 2. Wahlgang                                             | Max Becker               | 99          | 9,5 %  |        | FDP    | FDP          |
| 2. Wahlgang                                             | Enthaltungen             | 22          | 2,1 %  |        |        |              |
| 2. Wahlgang                                             | Nicht abgegebene Stimmen | 5           | 0,5 %  |        |        |              |
| Damit war Heinrich Lübke zum Bundespräsidenten gewählt. |                          |             |        |        |        |              |